# Platygaster lucida
Platygaster lucida är en stekelart som beskrevs av Fouts 1924. Platygaster lucida ingår i släktet Platygaster och familjen gallmyggesteklar. Inga underarter finns listade i Catalogue of Life.